# William Parsons

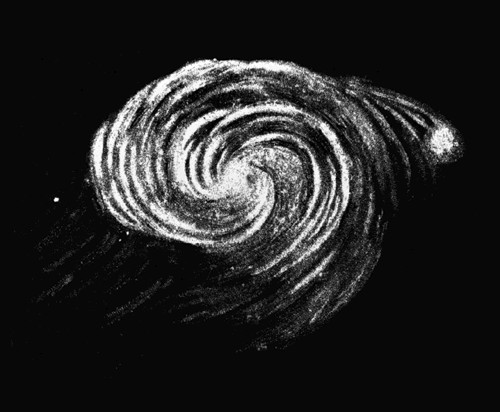
William Parsons rajza az Örvény-ködről 1845-ben

William Parsons, Rosse harmadik earlje, a Szent Patrik-rend lovagja (York, 1800. június 17. – 1867. október 31.) angol csillagász.

## Élete
Angliában, Yorkshire megye, York városában született 1800-ban. A Trinity College-ban (Dublin) és az Oxfordi Egyetem Magdalen College-ában végezte tanulmányait (1822-ben végzett mint osztályelső matematikából). Apja Lawrence Parsons,  Rosse második earlje 1841-ben halt meg, ekkor lett Rosse harmadik earlje.
Rosse 1836 áprilisában kötött házasságot Mary Fielddel. Négy gyermekük született:
- Lawrence ParsonsRosse 4. earlje (1840–1908).
- Randal Parsons (1848–1936).
- Hon. Richard Clere Parsons (1851–1923), részt vett a dél-amerikai vasút fejlesztésében.
- Sir Charles Algernon Parsons (1854 – 1931. február 11.), a gőzturbina egyik feltalálója.

## Tudományos munkássága
Az írországi Birr kastélyban (jelenleg Offaly megye) 1842–1845-ben megépítette észleléseihez a 72 hüvelykes, 16 tonna tömegű Leviatánt, amely a 20. század elejéig a világ legnagyobb távcsöve maradt. Itt volt asszisztense 1848–1852 között George Johnstone Stoney.

## Az általa épített távcsövek
Kiváló távcsőépítő volt. Az általa épített, ismertebb távcsövek:
- 15 hüvelykes (38 cm)
- 24 hüvelykes (61 cm)
- 36 hüvelykes (91 cm) (Rosse 3-láb átmérőjű távcsöve)
- 72 hüvelykes (180 cm) (Rosse 6-láb átmérőjű távcsöve, más néven a Leviatán), épült  1842 és  1845 között.